# やがみ
やがみは、日本のYouTuber、作家。

## 人物
2021年からYouTubeにて匿名掲示板2ちゃんねるに投稿された話を題材とした動画を発表している。
2023年に初の著書となる『僕の殺人計画』がKADOKAWAから刊行された。推理小説のカリスマ編集者と正体不明の殺人鬼作家による命を懸けた頭脳戦を描くミステリー小説である。
『僕の殺人計画』を刊行したKADOKAWAからは、作家性とマーケティング力を併せ持った人物と評されている。

## 作風
YouTubeに発表している動画は、匿名掲示板2ちゃんねるに投稿された話を題材にしたものが多く、実際のスレッド（スレ）に書き込まれた話をまとめたものと、完全創作のミステリーやホラーを2ちゃんねるスレのように仕上げた作品がある。
多くの作品ではスレを立てた人物（イッチ）と他の利用者（スレ民）の書き込みによりストーリーが進む体裁をとっており、一部のキャラクターは作品中にたびたび登場しシリーズ化している（アルバイター吉田シリーズ、事故物件マニアぷどうさんシリーズ、カメラマン佐伯シリーズなど）。変なバイトに巻き込まれるイッチ、アルバイター吉田を描くシリーズは『「変なバイト見つけた」時給××万円の理由がヤバすぎる』としてコミカライズされた。

## 作品

### 小説
- 『僕の殺人計画』（2023年11月7日、KADOKAWA、ISBN 9784048976343）[1]

### 漫画
- 『「変なバイト見つけた」時給××万円の理由がヤバすぎる』（原作 やがみ、作画 ささきゆうさく）